# ステントル (小惑星)
ステントル (2146 Stentor) は、木星トロヤ群の小惑星。木星より約60度前方のラグランジュ点に存在している。イギリス系デンマーク人の天文学者、リチャード・マーティン・ウェストがラ・シヤ天文台で発見した。
ギリシャ神話の登場人物でヘルメースと大声を競って敗れたという、50人に匹敵する大声の持ち主ステントールにちなんで名づけられた。